# Plasa Codru, județul Iași

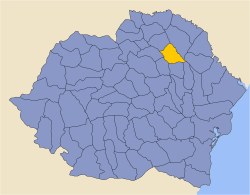
Plasarea geografică a județului Iași în cadrul României Mari

Plasa Bahlui a fost o subdiviziune administrativă de ordin doi a județului interbelic Iași.

## Istoric, descriere
Cu o suprafață de 3.227 km², județul (care fusese în linii mari similar cu județul antebelic omonim, Iași, al Regatului României, înainte de 1919) era unul dintre județe de întindere medie ale țării și unul de câmpie și deal, respectiv de podiș, de altitudine joasă și medie.
Astăzi, pe teritoriul de atunci al județului interbelic, se află județul actual Iași, având o suprafață sensibil mai mare, 5.476 km², având încorporate părți (mai mult sau mai puțin semnificative) din județele interbelice Botoșani, Baia, Roman, Vaslui și Fălciu (de la nord, în sens anti-orar).
Plasa Codru a existat neîntrerupt între anii 1919 și 1950, în toată perioada organizatorică inițiată în anii de constituire a României interbelice, având suprafațe mai mari sau mai mici, după cum celelalte plăși fuseseră reorganizate. Reședința sa fusese localitatea Buciumii, pe atunci comună urbană, actualmente inclusă în municipiul Iași.

## Organizare
Teritoriul județului fusese împărțit în cinci plăși până în anii 1930, apoi în trei, respectiv în șase plăși (în 1938, după cum urmează, 

### În 1925 erau cinci plăși
- 1. Plasa Bahlui, reședința la Podu Iloaiei;
- 2. Plasa Cârligătura, reședința la Târgu Frumos, pe atunci comună urbană;
- 3. Plasa Codru, reședința la Buciumii, pe atunci comună urbană, actualmente inclusă în municipiul Iași [3];
- 4. Plasa Copou, reședința la Ungheni-Târg, actualmente orașul Ungheni din Republica Moldova și
- 5. Plasa Turia, reședința la Șipotele, astăzi comuna Șipote, județul Iași.

### În 1930 erau doar trei plăși
- 1. Plasa Bahlui-Cârligătura (rezultată din fuzionarea a două plăși anterioare, Bahlui și Cârligătura, reședința la Târgu Frumos),
- 2. Plasa Codru (aproape neschimbată, reședința la Buciumii, pe atunci comună urbană, actualmente inclusă în municipiul Iași) și
- 3. Plasa Turia (reședința la Șipotele, astăzi comuna Șipote, județul Iași).

Ambele plăși restructurate, Codru și Turia, aveau incluse părți ale fostei plase Copou (existentă între anii 1925 și 1930).

### În 1938 erau doar șase plăși
- 1. Plasa Bahlui (reședința la Podu Iloaiei),
- 2. Plasa Cârligătura (reședința la Târgu Frumos, pe atunci comună urbană),
- 3. Plasa Codru (reședința la Buciumii, pe atunci comună urbană, actualmente inclusă în municipiul Iași [4]),
- 4. Plasa Copou (reședința la Iași)
- 5. Plasa Turia (reședința la Șipotele, astăzi comuna Șipote, județul Iași) și
- 6. Plasa Ungheni (reședința la Ungheni-Târg, actualmente orașul Ungheni din Republica Moldova).

## Populație, demografie
Conform datelor recensământului din 1930, populația județului era de 276.230 locuitori, dintre care 168.710 (adică 61,72 %) se găseau în mediul rural, iar 108.520 (adică 38,28 %) proveneau din mediul urban.

### Mediul urban
În 1930 populația urbană a județului era de 108.520 de locuitori (adică 38,28 %), dintre care majoritatea (circa 107.200 de locuitori) fuseseră din municipiul Iași.